# Собачка червоно-жовтий
Собачка червоно-жовтий, або звичайний (Parablennius sanguinolentus) — вид морських собачок, що зустрічається в східній Атлантиці: від гирла Луари, Франція, до Марокко, включаючи Середземне і Чорне моря. Морська субтропічна демерсальна немігруюча риба, сягає 20.0 см довжиною.